# Vladimir Dal
Vladimir Ivanovich Dal (em russo: Владимир Иванович Даль; Luhansk, 22 de novembro de 1801 –  Moscou, 4 de outubro de 1872) foi um lexicógrafo russo, falante de muitas línguas, turcoólogo e membro fundador da Sociedade Geográfica Russa. Também foi membro correspondente da Academia de Ciências de São Petersburgo (1838) e acadêmico honorário (1863). Vladimir Dal é autor do Dicionário Explicativo da Grande Língua Russa Viva. Ele é considerado um dos mais proeminentes lexicógrafos da língua russa e colecionadores de folclore do século XIX.

## Início de vida
O pai de Vladimir Dal era um médico dinamarquês chamado Johan Christian von Dahl (1764 – 21 de outubro de 1821), um linguista versado no alemão, inglês, francês, russo, iídiche, latim, grego e hebraico. Sua mãe, Julia Adelaide Freytag, tinha ascendência alemã e provavelmente francesa (huguenote); ela falava pelo menos cinco idiomas e vinha de uma família de estudiosos.
Ele recebeu sua educação primária em casa. Na casa de seus pais, eles liam muito e apreciavam a palavra impressa, amor esse que foi herdado por todos os filhos (Dahl tinha três irmãos mais novos).
Dal nasceu na cidade de Lugansky Zavod (atual Luhansk, Ucrânia), em Novorossiya – então sob a jurisdição do Gubernia de Yekaterinoslav, parte do Império Russo. O futuro lexicógrafo cresceu sob a influência da variada mistura de pessoas e culturas que existiam naquela área.
Aos 13 anos de idade, juntamente com seu irmão Karl, um ano mais novo, ingressou no Corpo de Cadetes Navais de São Petersburgo, onde estudou de 1814 a 1819.

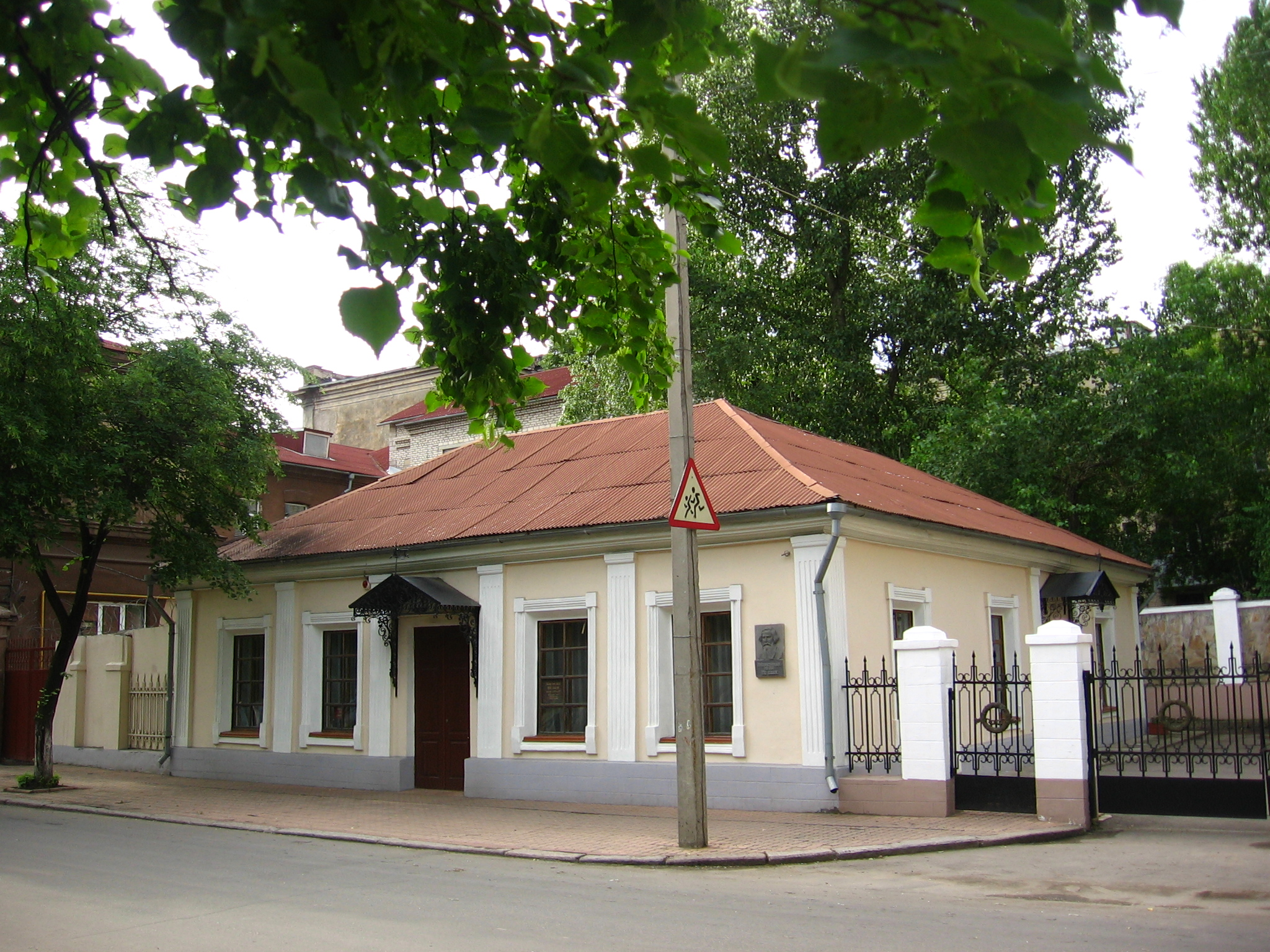
Casa e museu de Dal em Luhansk, Ucrânia

Durante seu tempo na Marinha Imperial Russa (1814–1826), graduou-se pela Escola de Cadetes Navais de São Petersburgo em 1819. Em 1826, iniciou seus estudos de medicina na Universidade de Dorpat. Posteriormente, atuou como médico militar na Guerra Russo-Turca (1828–1829) e na campanha contra a Polônia durante o Levante de Novembro (1831–1832). Após desentendimentos com seus superiores, ele renunciou do Hospital Militar em São Petersburgo e assumiu um cargo administrativo no Ministério do Interior na província de Oremburgo em 1833. Ele participou da expedição militar do General Vasily Perovsky contra Khiva de 1839-1840. Em seguida, Dal atuou em cargos administrativos em São Petersburgo (1841-1849) e em Nizhny Novgorod (a partir de 1849) antes de se aposentar em 1859.
Dal tinha interesse em línguas e folclore desde cedo. Ele começou a viajar a pé pelo campo, coletando ditados e contos em várias línguas eslavas da região. Ele publicou sua primeira coleção de contos de fadas (em russo: Русские сказки) em 1832. O amigo de Dal, Alexander Pushkin (1799–1837), colocou alguns outros contos, ainda não publicados, em verso. Eles se tornaram alguns dos textos mais conhecidos do idioma russo. Após o duelo fatal de Pushkin em janeiro de 1837, Dal foi chamado ao seu leito de morte e cuidou do grande poeta durante as últimas horas de sua vida. Em 1838, Dal foi eleito para a Academia de Ciências de São Petersburgo.

## Estudos lexicográficos
Na década seguinte, Dal adotou o pseudônimo Kazak Lugansky ("Cossaco de Luhansk") e publicou vários ensaios realistas no estilo de Nikolai Gogol. Ele continuou seus estudos lexicográficos e extensas viagens ao longo das décadas de 1850 e 1860. Não tendo tempo para editar sua coleção de contos de fadas, ele pediu a Alexander Afanasyev que os preparasse para publicação, que ocorreu no final da década de 1850. Joachim T. Baer escreveu:
Embora Dal fosse um observador habilidoso, faltava-lhe talento para desenvolver uma história e criar profundidade psicológica para seus personagens. Ele se interessava pela riqueza da língua russa e começou a coletar palavras quando ainda era estudante da Escola de Cadetes Navais. Mais tarde, coletou e registrou contos de fadas, canções folclóricas, xilogravuras de casca de bétula e relatos de superstições, crenças e costumes do povo russo. Seu trabalho na esfera da coleta foi prodigioso.
Sua obra-prima, Dicionário Explicativo da Grande Língua Russa Viva, foi publicada em quatro grandes volumes entre 1863 e 1866. Os Ditos e Provérbios do Povo Russo, com mais de 30.000 entradas, foram publicados vários anos depois. Ambos os livros foram reimpressos inúmeras vezes. Baer diz: "Embora fosse um excelente colecionador, Dal teve algumas dificuldades em ordenar o seu material, e o seu chamado sistema de ninho de alfabeto não era completamente satisfatório até que Baudouin de Courtenay o revisou completamente na terceira (1903-1910) e quarta (1912-1914) edições do Dicionário."

Dal era um forte defensor do vocabulário nativo em vez do adotado. Seu dicionário começou a ter uma forte influência na literatura no início do século XX; em seu artigo de 1911 “Poety russkogo sklada” (Poetas do molde russo), Maximilian Voloshin escreveu:
Um dos primeiros poetas contemporâneos que começou a ler Dal foi Vyacheslav Ivanov. Os poetas da geração mais jovem, sob sua influência, aderiram à nova edição de Dal. A descoberta das riquezas verbais do idioma russo foi, para o público leitor, como estudar um idioma estrangeiro completamente novo. Palavras russas antigas e populares pareciam joias para as quais não havia absolutamente nenhum lugar na prática ideológica usual da intelligentsia, naquele conforto verbal habitual na fala simplificada, composta de elementos internacionais.
Enquanto estudava em Cambridge, Vladimir Nabokov comprou uma cópia do dicionário de Dal e lia pelo menos dez páginas todas as noites, "anotando palavras e expressões que pudessem me agradar especialmente"; Aleksandr Solzhenitsyn levou um volume de Dal consigo como seu único livro quando foi enviado para o campo de prisioneiros em Ekibastuz. A natureza abrangente do dicionário de Dal lhe confere importância linguística crítica até hoje, especialmente porque uma grande parte do vocabulário dialetal que ele coletou já caiu em desuso. O dicionário serviu de base para o Dicionário etimológico da língua russa de Vasmer, o léxico etimológico eslavo mais abrangente.
Pelo seu grande dicionário, Dal foi homenageado com a Medalha Lomonosov, a Medalha Constantino (1863) e uma bolsa honorária na Academia Russa de Ciências.
Dal foi enterrado no Cemitério Vagankovo, em Moscou. Para marcar o 200º aniversário do nascimento de Vladimir Dal, a UNESCO declarou o ano 2000 como o Ano Internacional de Vladimir Dal.

## Legado
- Em 1986, um museu em Moscou, Rússia, foi inaugurado em homenagem a Dal.
- Em Luhansk, Ucrânia, a casa de Dal foi convertida em um Museu Literário, onde os funcionários conseguiram coletar as edições completas das obras literárias completas de Dal.
- Em 2001, uma universidade de Luhansk (Ucrânia) recebeu o nome de Dal, a Universidade Nacional Ucraniana Oriental Volodymyr Dahl (do seu nome em ucraniano).[7]
- Em 2017, o Museu Literário Estatal de Moscou, Rússia, recebeu um novo nome oficial: Museu Estatal de História da Literatura Russa, em homenagem a Dal.
- Em 22 de novembro de 2017, o Google comemorou seu 216º aniversário com um Google Doodle.[8]

## Caso de Damasco

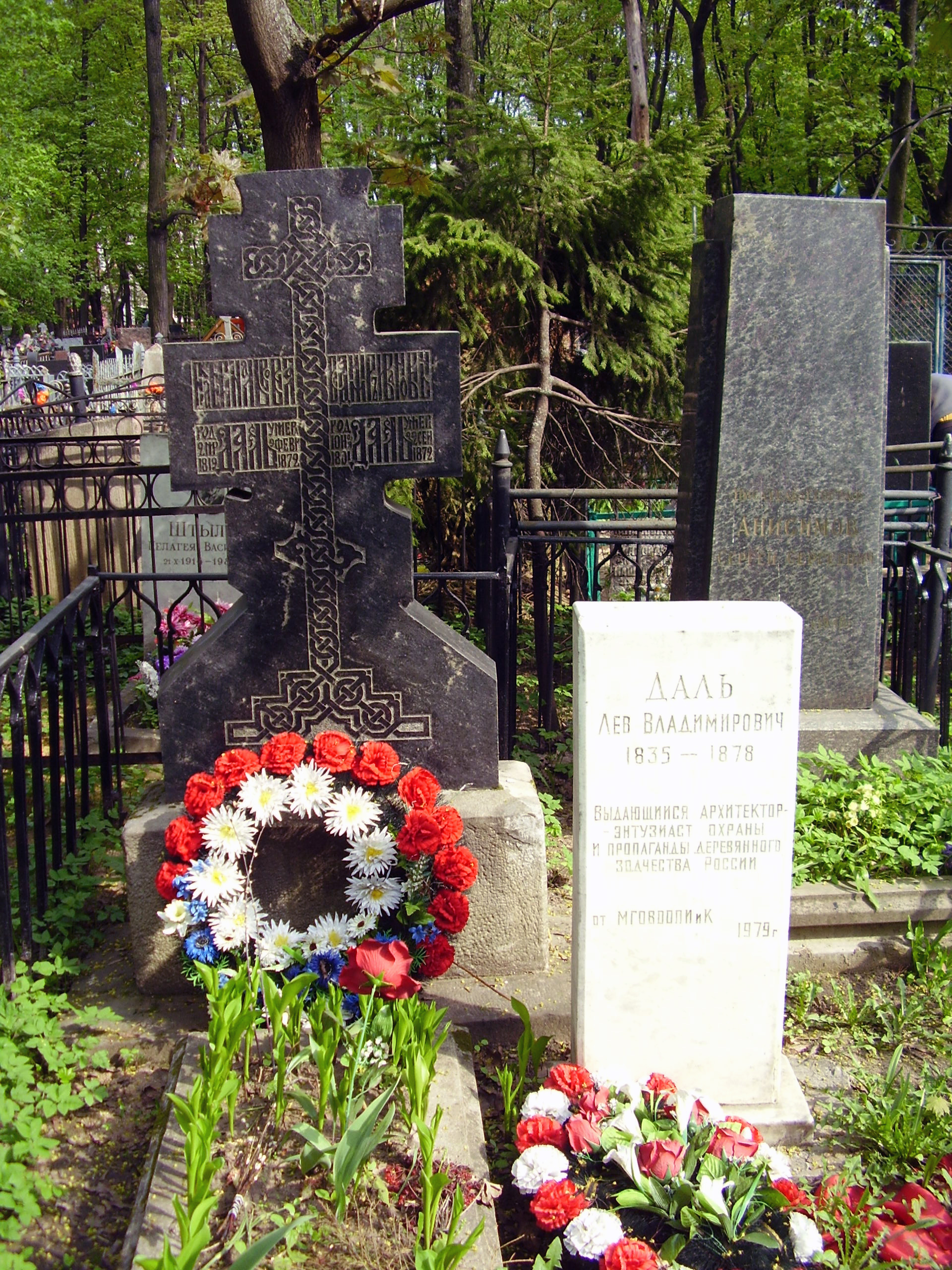
Túmulo de Dal

Dal serviu no Ministério de Assuntos Internos. Suas responsabilidades incluíam a supervisão de investigações de assassinatos de crianças na parte ocidental da Rússia.
Em 1840, o caso de Damasco resultou na acusação de que os judeus usavam o sangue de crianças cristãs para fins rituais, e Nicolau I instruiu seus funcionários, especialmente Vladimir Dal, a investigar minuciosamente a alegação. Em 1844, foram enviadas apenas 10 cópias de um relatório de 100 páginas, destinado somente ao Czar e aos oficiais superiores. O documento era intitulado “Investigação sobre o assassinato de crianças cristãs pelos judeus e o uso de seu sangue”. O documento afirmava que, embora a grande maioria dos judeus nem sequer tivesse ouvido falar de assassinato ritual, tais assassinatos e o uso do sangue para fins mágicos eram cometidos por seitas de judeus chassídicos fanáticos. Embora o documento seja frequentemente atribuído a Dal, a questão da autoria (ou várias autorias) continua sendo contestada.
Em 1914, 42 anos após a morte de Dal, durante o julgamento por difamação de sangue de Menahem Mendel Beilis em Kiev, o relatório, então com 70 anos, foi publicado em São Petersburgo com o título Notas sobre assassinatos rituais. O nome do autor não foi mencionado nessa nova edição, destinada ao público em geral.